# رود وترواکس
رود وترواکس (به انگلیسی: Rudd Weatherwax) (زاده ۲۳ سپتامبر ۱۹۰۷-درگذشته ۲۵ فوریه ۱۹۸۵) بازیگر آمریکایی بود.
از فیلم‌های معروف او می‌توان به بازی در فیلم چشمان یک فرشته اشاره کرد.